# Amauris aethiops
Amauris aethiops är en fjärilsart som beskrevs av Rothschild och Jordan 1903. Amauris aethiops ingår i släktet Amauris och familjen praktfjärilar. Inga underarter finns listade i Catalogue of Life.